# Evangelisch-lutherische Pfarrkirche Heilgersdorf

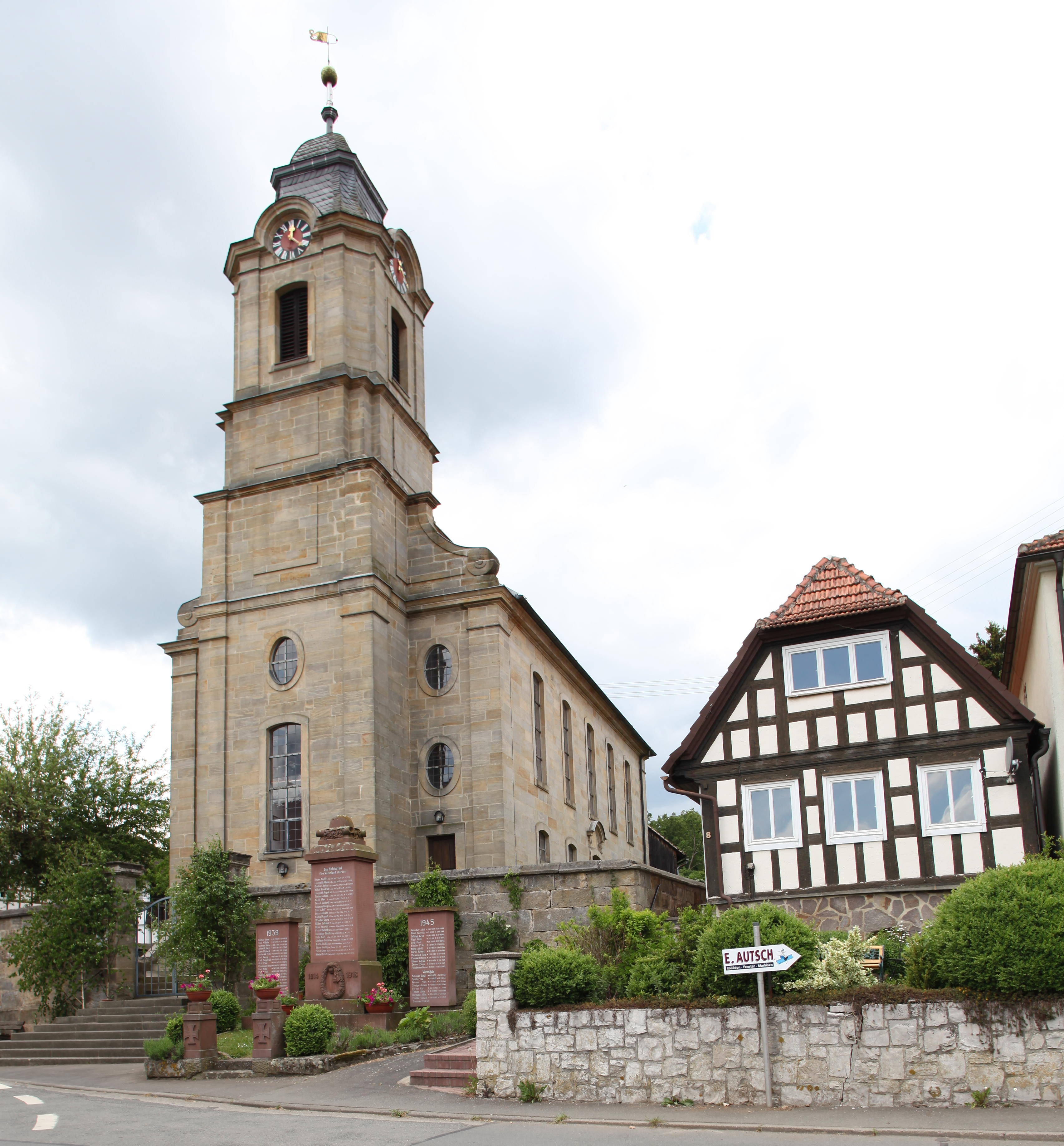
Pfarrkirche Heilgersdorf

Die evangelisch-lutherische Pfarrkirche Heilgersdorf im oberfränkischen Heilgersdorf, einem Gemeindeteil von Seßlach im Landkreis Coburg, stammt aus dem Jahr 1758.

## Geschichte
Heilgersdorf, anfangs eine Seßlacher Filialgemeinde, wurde am 10. Dezember 1364 eine selbständige Pfarrei. Zuvor war im Jahr 1361 eine alte Kapelle durch einen Neubau ersetzt worden. 1551 führten die Herren von Lichtenstein die Reformation ein und sechs Jahre später folgte der Abriss der Kapelle sowie der Bau einer Kirche, die im Dreißigjährigen Krieg zerstört wurde. 1657 ließ die Gemeinde eine Holzkirche errichten, der 1700 eine massive Kirche folgte, die 1753 wegen Baufälligkeit wieder abgetragen wurde.
Das heutige Gotteshaus entstand von 1753 bis 1758. Aufgrund von großen Ähnlichkeiten des Kirchturms mit dem der Lahmer Schlosskirche wird der Entwerfer der Heilgersdorfer Pfarrkirche im Umfeld Carl Friedrich von Zochas vermutet. Belege für eine Beteiligung von Johann Jakob Michael Küchel gibt es nicht. Der Zimmermeister Johann Valentin Juchheim führte die Zimmermannsarbeiten aus. Eine umfangreiche Kirchenrenovierung fand in den 1960er Jahren statt. Die nächste war 1996.
Neue Glocken wurden 1805 aufgehängt, von denen 1917 zwei eingeschmolzen wurden. Diese ersetzte die Gemeinde drei Jahre später durch Gussstahlglocken. Im Zweiten Weltkrieg wurden erneut zwei Glocken eingeschmolzen. 1955 folgte die Weihe von drei neuen Bronzeglocken und 2007 der Ersatz der Glocke von 1920.

## Baubeschreibung

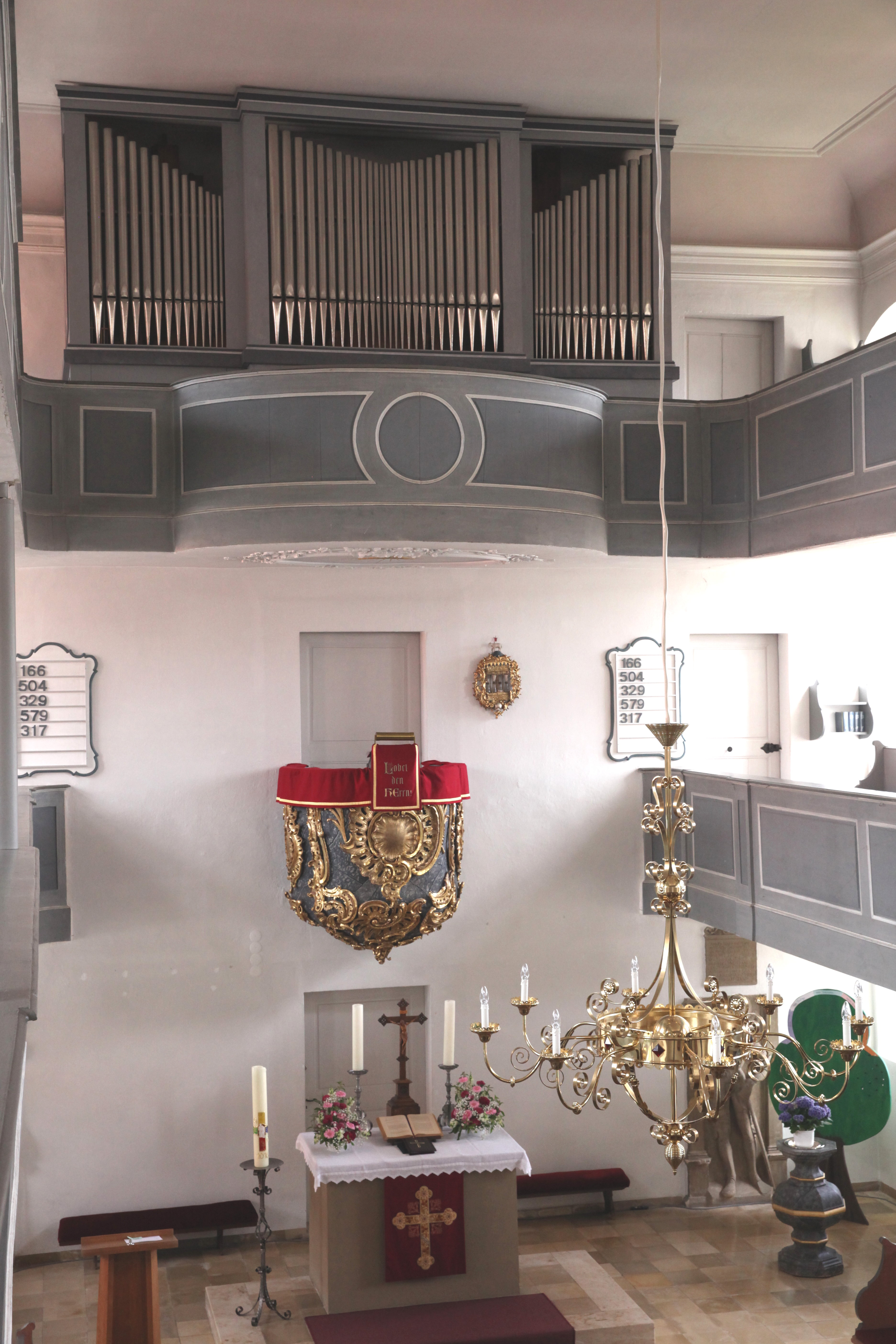
Kanzelaltar und Orgel

Die Saalkirche im ländlichen Barockstil steht ortsbildprägend auf einer Anhöhe, dem früheren Friedhof. Sie ist von einer hohen massiven Sandsteinmauer umgeben. Eine Einturmfassade im Osten und fünfachsige Längsseiten mit langen Fenstern im oberen Bereich der Emporen und darunter kleineren Fenstern kennzeichnen den Sandsteinbau. Pilaster an den Gebäudeecken und einfache Profilrahmen um die Fenster gliedern die Fassade. Die Eingangsportale mit Muschelwerkdekor und geschweiften Giebeln befinden sich in den Mittelachsen der Nord-, Süd- und Westseite. Über dem Süd- und Westportal sind die Wappen derer von Lichtenstein.
Der dreigeschossige Kirchturm ist durch fünf nach oben verjüngende Gesimse gegliedert. Das hohe Obergeschoss hat abgefaste Ecken und große, stichbogige Schallöffnungen auf jeder Seite, die bandgerahmt sind. Den oberen Abschluss bildet eine abgefaste, vierkantige, knappe Haube mit Schieferdeckung, Kugelknauf und Spitze. An den Turmseiten befinden sich Wendeltreppen als Emporenzugänge und Eingang zur Sakristei, die sich im Sockelgeschoss des Turmes, hinter dem Altar, befindet.
Das Kirchenschiff wird von einer Flachdecke überspannt und ist etwa 14 Meter lang, 10 Meter breit und 10 Meter hoch. Es hat doppelgeschossige Emporen, die untere auf drei Seiten, die obere auf allen vier Seiten umlaufend. An den Längsseiten sind auf den Emporen zwei Bankreihen vorhanden. An der Ostseite befinden sich ein Kanzelaltar und darüber die Orgelempore.

## Ausstattung

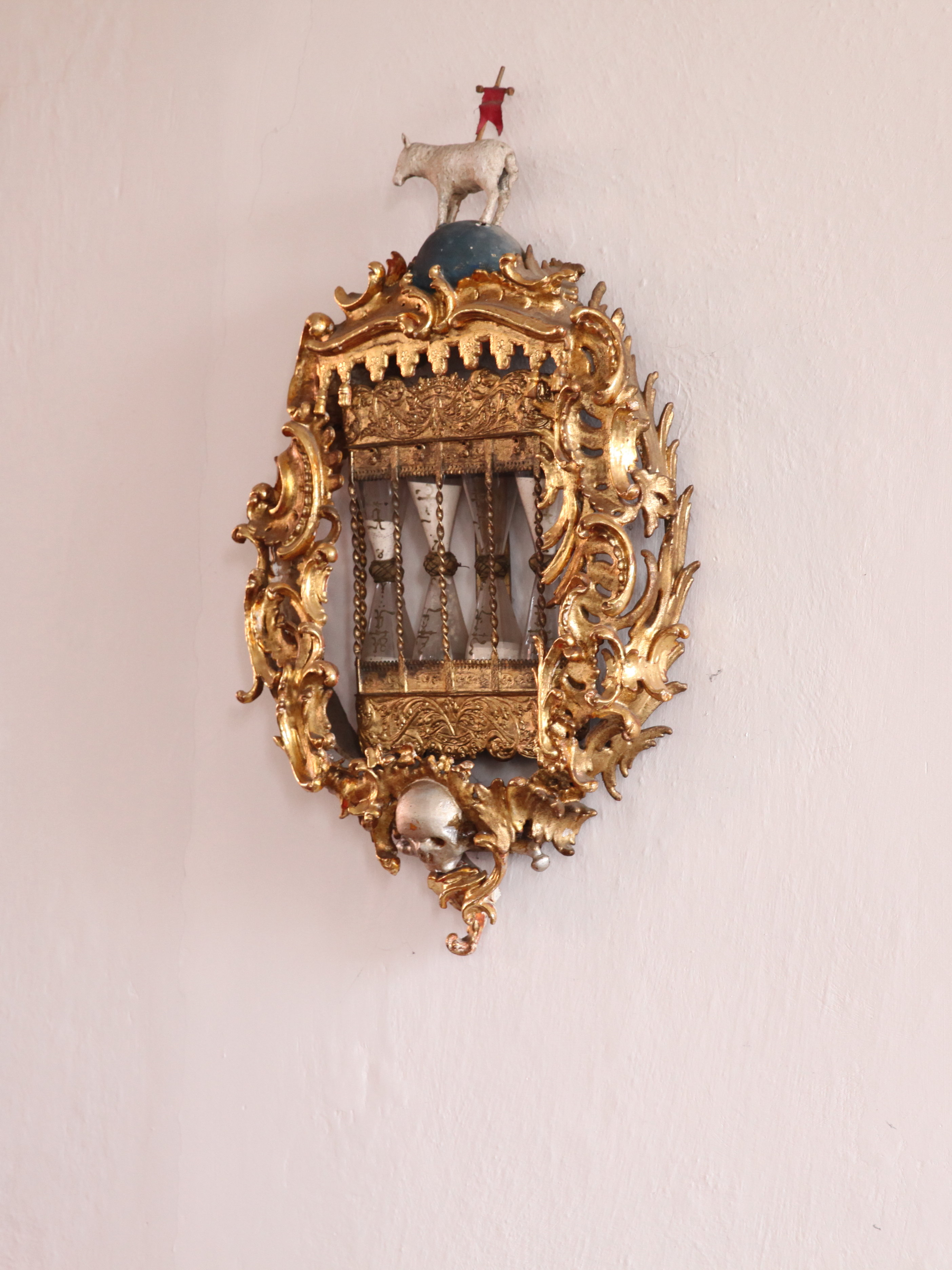
Sanduhr

Die Kanzel befindet sich über dem Altar und wird auf 1758 datiert. Der runde Korpus ist mit zahlreichen Ornamenten geschmückt. Neben der Kanzel hängt eine Kanzeluhr mit goldenem Gehäuse. Sie ist wohl ebenfalls bauzeitlich. Auf dem Altar steht ein hölzernes Kruzifix aus dem 19. Jahrhundert. Daneben befindet sich ein Taufstein aus Sandstein mit Lichtensteiner Wappen und Engelsgestalten. Die runde Schale mit Palmetten stammt wohl aus dem 17. Jahrhundert.
Vier Sandstein-Epitaphe im Altarraum sind Mitgliedern der Familie von Lichtenstein gewidmet und werden auf 1529, um 1550, 1564 und 1584 datiert.
1955 wurden drei neue Glocken aufgehängt.

## Orgel
Mit dem Kirchenneubau von 1753 war wohl auch eine Orgel oberhalb von Altar und Kanzel aufgestellt worden. Belege für Orgelreparaturen gibt es für die Jahre 1799 und 1826. Im Jahr 1860 hatte das Instrument 16 Register. 1885 errichtete der Coburger Orgelbauer Anton Hasselbarth einen Orgelneubau auf der Westempore im Herrschaftsstand, der 1966 wieder auf die alte Empore über die Altar-Kanzel-Wand kam. Das Instrument hat 18 Register auf zwei Manualen und Pedal. Der Spieltisch befindet sich auf der Westempore. Der Orgelprospekt stammt aus dem Jahr 1966. Er besteht aus drei rechteckigen Pfeifenfeldern, von denen das mittlere etwas höher ist. Die Pfeifenlängen fallen jeweils von außen nach innen ab. 2018 folgte eine Restaurierung der Orgel. Dabei wurde das Instrument mit seinen 912 Pfeifen unter anderem auf 22 Register erweitert, ein Schleierwerk vor den Prospektpfeifen montiert und ein Zimbelstern eingebaut.

## Kirchengemeinde
Der Kirchensprengel umfasst neben Heilgersdorf mit Trammershof die Nachbarorte Seßlach, Wiesen, Rothenberg, Hattersdorf, Eckersdorf und Heinersdorf. Eine Filialkirche steht in Bischwind.